# 孤立電子対

水酸化物イオンの孤立電子対

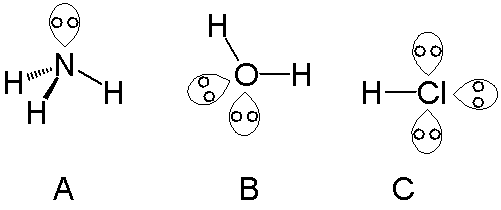
左から、アンモニア、水、塩化水素の孤立電子対

孤立電子対（こりつでんしつい、英: lone pair）とは、原子の最外殻の電子対のうち、共有結合に関与していない電子対のこと。それゆえ、非共有電子対（ひきょうゆうでんしつい、英: unshared electron pair）とも呼ばれる。
英語では、lone pairなので、「lp」と略すこともある。 
量子力学的には、電子軌道はエネルギー準位の低いものから占有され、且つ一つの軌道にはスピンの異なる電子しか入ることができない。電子のスピンは+1/2と-1/2の二種類のみであるので対を成して軌道を占有することになる。分子軌道上にない電子はその原子のみに属するので、これを孤立電子対と呼ぶ。有機電子論では反応機構の要素として孤立電子対に独特の役割を想定していたが、量子論を中心とした現代の反応論では「共有結合に関与していない電子対」以上の意味はない。
孤立電子対の電子は金属やルイス酸性物質に配位することが可能であり、孤立電子対を持つ化合物は配位子やルイス塩基として働くことができる。